# 天山之战
天山之战，唐高宗龙朔二年（662年）三月，唐左武卫大将军郑仁泰率军在漠北天山（今蒙古杭爱山）地区击败铁勒比粟毒军的作战。
铁勒为唐朝时北方游牧民族。在唐军击灭东突厥颉利可汗后，势力开始强盛。贞观年间铁勒归附唐朝。唐太宗李世民在其领地分置六个都督府、七个州，委任各部落首领为都督、刺史等职，均隶属于燕然都护府（治今内蒙古乌拉特中旗南）统管。当时回纥首领婆闰去世，其侄比粟毒代领其众。龙朔元年十月，比粟毒与同罗、仆骨连兵进犯唐朝。唐高宗李治为安定北边，派左武卫大将军郑仁泰为铁勒道行军大总管，燕然都护刘审礼、左武卫将军薛仁贵为副大总管，鸿胪卿萧嗣业为仙萼道行军大总管，右屯卫将军孙仁师为副大总管，左骁卫大将军阿史那忠为长岑道行军大总管，各率大军北伐比粟毒。龙朔二年二月，铁勒九姓得知唐军将至，聚兵十余万人，凭天山（郁督军山）有利地形，来抵挡唐军。三月初一，唐军与铁勒在天山交战，铁勒骁骑数十人挑战。薛仁贵先发三箭，射杀三人。其余都下马而降。薛仁贵为防后患，将其全部坑杀。随后。挥军追击至漠北，俘虏叶护兄弟三人还军。军中歌唱“将军三箭定天山，战士长歌入汉关”，思结、多滥葛等部落听说唐军来攻，紛紛投降。郑仁泰纵兵杀掠，以抢掠的财产奖賞唐军。将军杨志率部追击，被铁勒击败。郑仁泰侦察得知铁勒辎重在附近，率轻骑兵一万四千人，日夜北进，越过大漠，至仙萼河（今色楞格河），不见铁勒兵将，粮尽而还。唐军遇到大雪，士卒饥冻，只得丢弃铠甲兵器，杀马充饥，甚至人相食。回到边塞，只剩八百士卒。
随后，唐朝又命右骁卫大将军契苾何力为铁勒道安抚使，左卫将军姜恪为副使，前往安抚铁勒余众。契苾何力选精骑兵五百进入铁勒九姓中，劝谕他们，罪在酋长，胁从无罪。于是各部落抓获造反的叶护、设、特勤等官吏二百余人，契苾何力列举他们的罪状之后，将其处斩，铁勒九姓遂定。从此铁勒由盛转衰。龙朔年间，唐朝将燕然都护府的治所迁到回纥本部，改为瀚海都护府（治今蒙古国哈拉和林西北）。此战，唐军远距离出击得胜，又以安抚政策，巩固了北部边疆。但将领诛杀降众，不考虑天时地利军粮，给唐军造成较大损失。